# Pyramide d'Inenek Inti
Le complexe pyramidal d'Inenek Inti est situé au sud de la pyramide de son époux, le pharaon Pépi Ier. Il est structuré en un ensemble complet compris dans une enceinte rectangulaire, d’un développement nord-sud, comprenant un temple funéraire, la pyramide ceinte dans son péribole et au sud sa propre pyramide satellite.
Il a été mis au jour par la mission archéologique française de Saqqâra, parmi sept autres pyramides secondaires qui accompagnaient celle roi formant ainsi une véritable nécropole familiale.

## Le complexe funéraire
Ici en raison d’une part de la présence d’un autre complexe pyramidal de reine à l’est de l’emplacement choisi pour Inenek et de l’exiguïté des lieux, le temple enserre la pyramide avec un plan particulier. Cependant on peut y reconnaître tous les éléments essentiels au fonctionnement du culte avec une partie d’accueil permettant la présentation des offrandes, et une partie intime dédiée à la reine.
L’accès principal se faisait par le nord par une grande porte de granite, précédée de deux petits obélisques, gravés aux titulatures et au nom d’Inenek Inti, qui donnait sur un petit vestibule ouvrant directement à l’est sur la cour péristyle du temple ornée de douze piliers dont seuls subsistent les bases de calcaire. 
Cette cour cérémonielle est ainsi déportée au nord est du complexe. Elle était réservée au lustrage des offrandes qui parvenaient quotidiennement au temple et ouvrait à l’ouest le long de la face nord de la pyramide sur une salle au plafond soutenu par deux piliers à section carrée qui distribuait, deux séries de cinq magasins disposés en dents de peigne.
Par le côté méridional de cette même cour, on accédait à la partie intime du temple, réservée aux chapelles de culte et à la stèle fausse porte, véritable objet du culte funéraire. L’ensemble du sanctuaire est placé comme il se doit à l’est conférant ainsi un plan en « L » au temple funéraire de la reine qui ouvre sur la pyramide satellite, haute d’à peine quelques mètres, ceinte dans sa propre enceinte et placée traditionnellement au sud-est du complexe. 
Suit enfin une dernière série de magasins à l’extrémité sud de l’ensemble, certainement destinés à abriter le matériel de culte.
Le tout est bâti en assises régulières de pierre calcaire, avec les encadrements des portes principales en granite rouge d’Assouan.
La fouille de ce temple funéraire a révélé qu'Inenek a fait l'objet d'un culte longtemps après sa mort dont la ferveur populaire a laissé de nombreux témoignages notamment aux pieds des deux petits obélisques qui en ornent son entrée.

## La pyramide
La pyramide était bâtie dans un calcaire local et revêtue d’un parement en calcaire fin de Tourah et possédait une petite chapelle accolée à sa face nord qui abritait l’accès au dispositif souterrain. 
Mesurant près de vingt-trois mètres de côté à sa base, elle s’élève en effet sur une fosse creusée à même le plateau rocheux. Cette fosse en forme de « T » permettait l'aménagement des appartements funéraires d’Inenek Inti, constitués d'une descenderie s'enfonçant à plus de trois mètres de profondeur et débouchant sur un vestibule suivi d'un couloir barré par une herse de granite. Ce couloir menait à la chambre funéraire avec comme il se doit à l'ouest le sarcophage de la reine et à l'est une pièce annexe, le serdâb de la pyramide.
Les murs et le dallage de cette fosse étaient revêtus d'une maçonnerie s'élevant vers la surface et l'ensemble était couvert par de grands monolithes de calcaire disposés en chevrons.
Le sarcophage de la reine, anépigraphe, est en grauwacke noir et mesure presque trois mètres de long sur plus d'un mètre cinquante de large. Il a été découvert lors du déblaiement de la fosse, sous l'un de ces grands linteaux de couvrement qui en s'effondrant l'a conservé presque intact avec son couvercle. Pillée dès l'Antiquité la tombe a néanmoins livré des restes de vases canopes en calcite, un certain nombre de récipients et vaisselles dures destinés à recevoir les offrandes alimentaires ainsi que les vestiges d'un métier à tisser.